# Адриан Сина
Адриан Клаудиу Сина (на румънски: Adrian Claudiu Sînă) (р. 18 април 1977 г.), по-известен като Адриан Сина или просто Ади Сина е румънски певец и автор на песни, продуцент, радио диджей и артист.
Най-известен е със създаването, продуцирането и участието си в танцова група „Акчент“ и написването и продуцирането на хитове за себе си и други международни певци. Създава групата с колегата си музикант Рамона Барта. Сина придобива известност като член на Akcent с песента „Ultima Вара“ през 1999 г. Към групата се присъединяват и Мариус Неделку, Сорин Бротней и Михай Груя. Заедно те изпълняват множество хитове както в Румъния, така и в Източна Европа, особено в средата на първото десетилетие на 21 век.
|  | Тази страница частично или изцяло представлява превод на страницата Adrian Sina в Уикипедия на английски. Оригиналният текст, както и този превод, са защитени от Лиценза „Криейтив Комънс – Признание – Споделяне на споделеното“, а за съдържание, създадено преди юни 2009 година – от Лиценза за свободна документация на ГНУ. Прегледайте историята на редакциите на оригиналната страница, както и на преводната страница, за да видите списъка на съавторите. ВАЖНО: Този шаблон се отнася единствено до авторските права върху съдържанието на статията. Добавянето му не отменя изискването да се посочват конкретни източници на твърденията, които да бъдат благонадеждни. |